# Апостол Стахије
Апостол Стахије (грч. Στάχυς), је био први епископ Византа (38–54). Проповедао је хришћанство заједно са светим апостолима Андрејом и Павлом. Еузебије цитира Оригена који су говори да је апостол Андреј проповедао у Малој Азији, уз Црно море, све до реке Волге и Кијева, због чега се посебно слави у Румунији и Русији. Према предању он је основао Византијску епархију 38. године поставивши Стахија за првог епископа.